# Cwalinki
Cwalinki [t͡sfaˈlinkʲi] (deutsch Klein Zwalinnen, 1938–1945 Kleinschwallen) ist ein kleiner Ort in der polnischen Woiwodschaft Ermland-Masuren, der zur Gmina Biała Piska (Stadt- und Landgemeinde Bialla, 1938–1945 Gehlenburg) im Powiat Piski (Kreis Johannisburg) gehört.

## Geographische Lage
Der Weiler (polnisch Osada) liegt im Südosten der Woiwodschaft Ermland-Masuren, unmittelbar am Flüsschen Wincenta (deutsch Johannisfluss), der hier einst die Staatsgrenze zwischen Deutschland und Polen und heute die Grenze zwischen den polnischen Woiwodschaften Ermland-Masuren und Podlachien bildet. Die Kreisstadt Pisz (deutsch Johannisburg) liegt 17 Kilometer nordwestlich.

## Geschichte
Das frühere Klein Zwalinnen bestand ursprünglich aus einem mittleren Hof und kam mit den Namenschreibweisen Klein Czwalinnen (nach 1785) und Klein Zwallinnen / Klein Zwalinnen (bis 1938) vor. Bis 1945 bildete der Ort wohl einen Wohnplatz in der Landgemeinde Gruhsen (polnisch Gruzy) im Kreis Johannisburg im Regierungsbezirk Gumbinnen (ab 1905 Regierungsbezirk Allenstein) in der preußischen Provinz Ostpreußen. Am 3. Juni (amtlich bestätigt am 16. Juli) 1938 wurde Klein Zwalinnen aus politisch-ideologischen Gründen der Abwehr fremdländisch erscheinender Ortsnamen in Kleinschwallen umbenannt.
1945 kam der Ort in Kriegsfolge mit dem gesamten südlichen Ostpreußen zu Polen und erhielt die polnische Namensform Cwalinki. Heute ist er eine Ortschaft innerhalb der Stadt- und Landgemeinde Biała Piska im Powiat Piski, bis 1998 der Woiwodschaft Suwałki, seither der Woiwodschaft Ermland-Masuren zugehörig.

## Religionen
Klein Zwalinnen war bis 1945 mit der Muttergemeinde Gruhsen in die evangelische Kirche Kumilsko in der Kirchenprovinz Ostpreußen der Evangelischen Kirche der Altpreußischen Union sowie in die römisch-katholische Kirche Johannisburg im Bistum Ermland eingegliedert.
Heute halten sich die evangelischen Einwohner Cwalinkis zur Kirchengemeinde in Biała Piska, einer Filialgemeinde der Pfarrei Pisz in der Diözese Masuren der Evangelisch-Augsburgischen Kirche in Polen. Katholischerseits gehört Cwalinki zur Pfarrei Kumielsk im Bistum Ełk der Römisch-katholischen Kirche in Polen.

## Verkehr
Cwalinki liegt an einem Landweg, der von Jakuby (Jakubben) grenzüberschreitend in die Woiwodschaft Podlachien bis nach Filipki Małe führt. Eine Bahnanbindung besteht nicht.